# Pădurea Atlantică

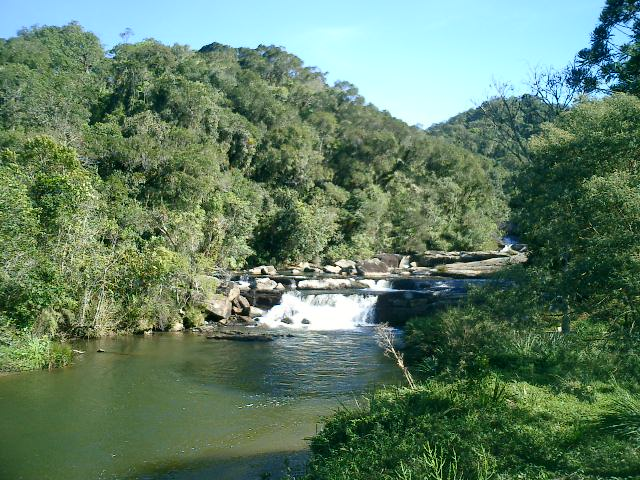
Râul Paraibuna care străbate Pădurea Atlantică.

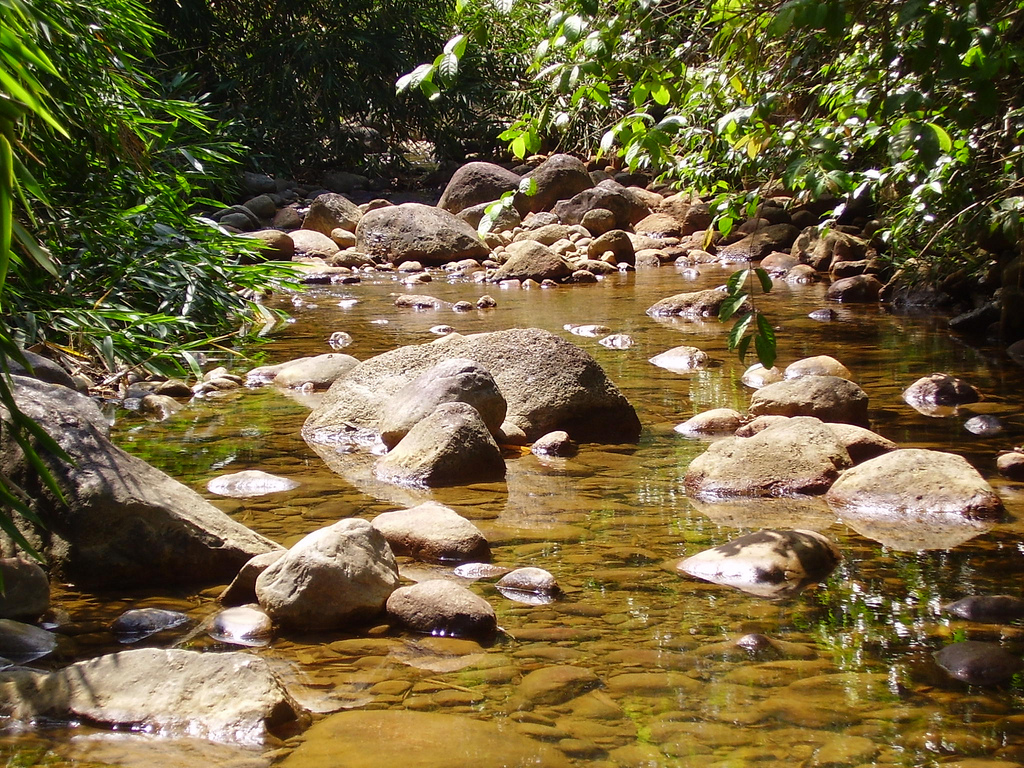
Unul dintre izvoare ale râului Iguazú.

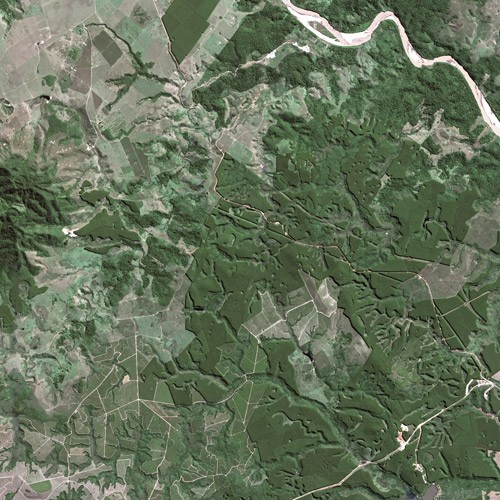
O parte a Pădurii Atlantice văzută din satelită.

Pădurea Atlantică (portugheză Mata Atlântica) este o regiune umedă de păduri tropicale și subtropicale, păduri tropicale uscate, savane tropicale și păduri de mangrove care se întind de-a lungul coastei atlantice din Brazilia, de la Rio Grande do Norte în partea de nord, până la Rio Grande do Sul în sud, iar în interiorul Braziliei pe suprafața dintre Paraguay și provincia argentiniană Misiones.
Regiunea pădurii atlantice include păduri de mai multe tipuri: 
- păduri de coasta Restingas sunt păduri joase ce se întâlnesc pe dune stabile de coastă[1][2].
- pădurile de coastă, cunoscute și sub numele de păduri umede atlantice, sunt păduri tropicale cu frunze veșnic verzi[1][2].
- pădurile de interior cărora le cad frunzele în anotimpul secetos[1][2].
- tot interioare sunt și pădurile atlantice uscate care formează o tranziție între zona arida de Caatinga in partea de nord-est și pampasurile Cerrado în est[1][2].
- pădurile montane umede apar în Serra do Mar și dincolo de munții și platourile din sudul Braziliei[1][2]. Găzduiesc specii ca araucaria, copacii de dafin și mirt, din familiile Lauraceae, respectiv Myrtaceae[3].
- pe cele mai înalte culmi se intâlnesc tufișuri montane[1][2].

Pădurea atlantică este neobișnuita prin faptul că aceasta se extinde ca o adevărată pădure tropicala la latitudini de pana la 24°S. Acest lucru se datorează faptului că vântul produce precipitații pe tot parcursul iernii în zona de sud. De fapt, partea de nord a “Zona da Mata” din nord-estul Braziliei primește mult mai multe precipitații în perioada mai-august decât în timpul verii. 
Pădurea atlantică este acum desemnată o Rezervație Mondială a Biosferei, conține un număr mare de specii pe cale de dispariție, inclusiv  bine cunoscutele specii de maimuță pitică și leu tamarin. Aceasta pădure a fost intens defrișata, în special pentru trestia de zahăr utilizată în agricultura și pentru așezarile urbane. Resturile aceste păduri sunt estimate a fi 7% de pădurera inițială  și sunt adesea împărțite în grupări izolate pe culmile dealurilor. 
În timpul perioadelor glaciare, cu toate acestea, pădurea atlantică a ajuns la dimensiuni extrem de mici și izolate, cea mai mare parte din suprafața sa fiind mai recent ocupată de pădure uscată sau chiar semi-deșert. Unele hărți chiar sugerează ca pădurea de fapt, a supraviețuit în zone umede aflate la o distantă mai mare de litoral, unde specii endemice de pădure tropicală s-au amestecat cu specii adaptate la un climat mai rece. Spre deosebire de zonele izolate ale pădurii tropicale ecuatoriale, spațiile reduse ocupate de pădurea atlantică nu au fost niciodată supuse unei identificări detaliate.